# Тайога (Західна Вірджинія)
Тайога (англ. Tioga) — переписна місцевість (CDP) в США, в окрузі Ніколас штату Західна Вірджинія. Населення — 79 осіб (2020).

## Географія
Тайога розташована за координатами 38°25′19″ пн. ш. 80°39′18″ зх. д. / 38.42194° пн. ш. 80.65500° зх. д. (38.422018, -80.654915).  За даними Бюро перепису населення США в 2010 році переписна місцевість мала площу 1,61 км², уся площа — суходіл.

## Демографія
Згідно з переписом 2010 року, у переписній місцевості мешкало 98 осіб у 36 домогосподарствах у складі 28 родин. Густота населення становила 61 особа/км².  Було 41 помешкання (26/км²).
Расовий склад населення:
| - 99,0 % — білих |

До двох чи більше рас належало 1,0 %. Частка іспаномовних становила 0,0 % від усіх жителів.
За віковим діапазоном населення розподілялося таким чином: 23,5 % — особи молодші 18 років, 57,1 % — особи у віці 18—64 років, 19,4 % — особи у віці 65 років та старші. Медіана віку мешканця становила 43,8 року. На 100 осіб жіночої статі у переписній місцевості припадало 113,0 чоловіків;  на 100 жінок у віці від 18 років та старших — 108,3 чоловіків також старших 18 років.
Цивільне працевлаштоване населення становило 0 осіб. 